# XDCAM

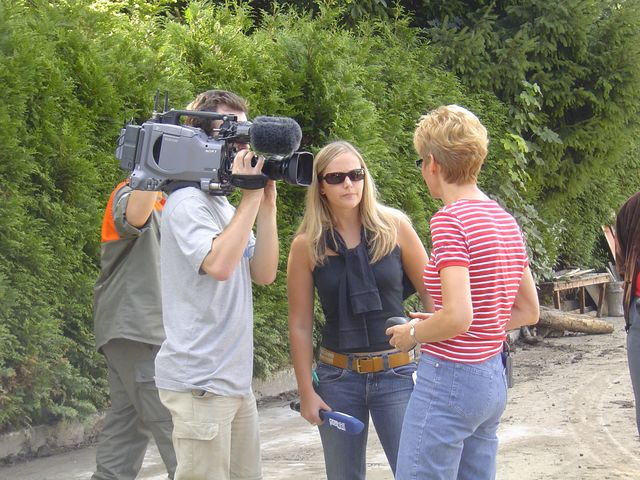
Видеокамера XDCAM

XDCAM — линейка оборудования для профессиональной безленточной цифровой видеозаписи, представленная компанией Sony в 2003 году. Включает в себя продукты XDCAM SD, XDCAM HD, XDCAM EX и XDCAM HD422, которые различаются по типу используемых контейнеров файлов, кодекам, размерам кадра, носителям и другим характеристикам.
Ни один из поздних продуктов не сделал более ранние линейки устаревшими. Sony утверждает, что различные форматы в семействе XDCAM были разработаны для решения различных задач и удовлетворения бюджетных ограничений.

## Методы сжатия
В формате XDCAM используется множество методов видеосжатия и форматов медиаконтейнеров.
Видео может записываться в форматах DV, MPEG-2 Part 2 или MPEG-4. Компрессия DV используется для видео стандартной чёткости, MPEG-2 для сжатия видео стандартной и высокой чёткости, MPEG-4 применяется для создания дополнительной копии видео (Proxy AV) с низким битрейтом.
Звук записывается в несжатом ИКМ-формате для всех форматов, за исключением дополнительного видео.
Устройство записи профессиональных оптических дисков PFD сохраняет цифровые аудио/видео потоки в контейнер MXF. Безленточные видеокамеры, которые записывают на твердотельные накопители SxS Memory Card, сохраняют аудио и видео высокой чёткости в контейнере MP4, и DV видео в контейнере DV-AVI. В видеокамерах JVС формата XDCAM EX также возможна запись в контейнер QuickTime с применением контейнера MP4.

## Носители

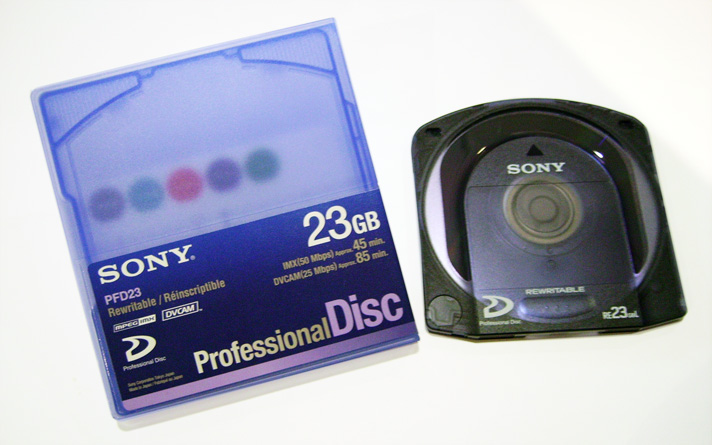
Professional Disc 23 ГБ

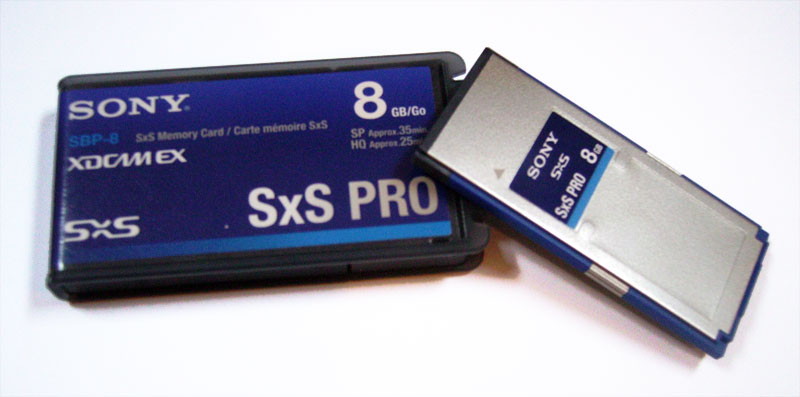
8-ГБ SxS card

Запись данных может производится на различные носители в зависимости от линейки оборудования.
Профессиональный диск (Professional Disc) — носитель, специально разработанный Sony для профессиональной нелинейной записи видео. Диски Professional Disc (XDCAM и XDCAM HD) основаны на технологии Blu-ray дисков и имеют объёмы:
- 23 ГБ (PFD23 однослойный, перезаписываемый)
- 50 ГБ (PFD50DLA двухслойный, перезаписываемый)
- 128 ГБ (PFD128QLW четырёхслойный, неперезаписываемый).

На один диск PFD23 (23 ГБ) можно записать материал различной длительности в зависимости от кодека:
- 60 минут HD-материала с потоком 35 Мбит/с
- 90 минут HDV-видео
- 45 минут MPEG IMX с потоком 50 Мбит/с
- 85 минут DVCAM с потоком 25 Мбит/с.

В 2008 году Sony представила новый носитель записи для XDCAM — SxS Pro (произносится «S-by-S»). Это твердотельная карта памяти выполненная как модуль ExpressCard. Первой камерой, которая поддерживала этот носитель, была профессиональная видеокамера Sony PMW-EX1. В декабре 2009 года Sony представила более доступную карту SxS-1. Это устройство разработано для получения такой же производительности, как с картами SxS Pro, однако, срок службы карты короче и, по предварительным оценкам, составляет 5 лет при ежедневном использовании карты полной ёмкости.
Secure Digital применяется в камерах Sony XDCAM EX с адаптером MEAD-SD01.
Memory Stick, по словам компании Sony, не рекомендуются из-за ограничения скорости носителя. Их использование необходимо в неотложных ситуациях.. Применяется в камерах Sony XDCAM EX с использованием адаптера MEAD-SD01.

## Форматы записи
MPEG IMX позволяет записывать видео стандартного качества, используя кодирование MPEG-2 с потоками 30, 40 или 50 Мегабит в секунду. В отличие от большинства других реализаций кодера MPEG-2, IMX использует внутрикадровое сжатие, при котором каждый кадр имеет одинаковый размер в байтах, что упрощает запись на магнитную ленту. Sony заявляет, что при потоке 50 Мбит/с качество визуально сравнимо с Digital Betacam. MPEG IMX не поддерживается в линейке продукции XDCAM EX.
В DVCAM применяется стандарт кодирования DV с потоком 25 Мбит/с и совместим с большинством монтажных систем. Некоторые видеокамеры позволяют записывать в формате DVCAM видео с прогрессивной развёрткой.
MPEG HD используются во всей линейке продукции за исключением XDCAM SD. Этот формат поддерживает различные размеры кадра, кадровую частоту, типы развёртки и режимы качества. В зависимости от линейки продукции или особенностей модели не все режимы этого формата могут быть доступны.
В MPEG HD422 применяется удвоенное цветовое разрешение по сравнению с предыдущими поколениями форматов видео высокой четкости XDCAM. Чтобы улучшить цветовую детализацию, поток видео был увеличен до 50 Мбит/с. Этот формат используется только в продукции формата XDCAM HD422.
Proxy AV — дополнительная видеокопия низкого разрешения. Этот формат с видео компрессией MPEG-4 и скоростью потока данных 1,5 Мбит/с (CIF-разрешение) со сжатым звуком 64 кбит/с на канал (8 кГц A-law, ISDN-качество).
| Формат     | Контейнер   | Кодирование         | Битовая глубина | Цвет  | Размер кадра        | Типы кадров                      | Видео битрейт Мбит/с         | Аудиокодек                                    |
| ---------- | ----------- | ------------------- | --------------- | ----- | ------------------- | -------------------------------- | ---------------------------- | --------------------------------------------- |
| DVCAM      | MXF, DV-AVI | DV                  | 8               | 4:2:0 | 720x576             | 25i, 25p                         | 25 (CBR)                     | PCM 4 кн/16 бит/48 кГц                        |
| DVCAM      | MXF, DV-AVI | DV                  | 8               | 4:1:1 | 720x480             | 29.97i, 29.97p                   | 25 (CBR)                     | PCM 4 кн/16 бит/48 кГц                        |
| MPEG IMX   | MXF         | MPEG-2 422P@ML      | 8               | 4:2:2 | 720x576             | 25i, 25p                         | 30 (CBR), 40 (CBR), 50(CBR)  | PCM 8 кн/16 бит/48 кГц, or 4 кн/24 бит/48 кГц |
| MPEG IMX   | MXF         | MPEG-2 422P@ML      | 8               | 4:2:2 | 720x480             | 29.97i, 29.97p, 23.98p           | 30 (CBR), 40 (CBR), 50(CBR)  | PCM 8 кн/16 бит/48 кГц, or 4 кн/24 бит/48 кГц |
| MPEG HD    | MXF, MP4    | MPEG-2 MP@H14/HL    | 8               | 4:2:0 | 1920x1080           | 29.97i, 25i, 29.97p, 25p, 23.98p | 35 (VBR)                     | PCM 4 кн/16 бит/48 кГц                        |
| MPEG HD    | MXF, MP4    | MPEG-2 MP@H14/HL    | 8               | 4:2:0 | 1440x1080           | 29.97i, 29.97p, 23.98p , 25p     | 18 (VBR), 25 (CBR), 35 (VBR) | PCM 4 кн/16 бит/48 кГц                        |
| MPEG HD    | MXF, MP4    | MPEG-2 MP@H14/HL    | 8               | 4:2:0 | 1280x720            | 59.94p, 29.97p, 23.98p, 50p, 25p | 25 (CBR), 35 (VBR), 19 (CBR) | PCM 4 кн/16 бит/48 кГц                        |
| MPEG HD422 | MXF         | MPEG-2 422P@HL      | 8               | 4:2:2 | 1920x1080           | 29.97i, 25i, 29.97p, 25p, 23.98p | 50 (CBR)                     | PCM 8 кн/16 бит/48 кГц, or 4 кн/24 бит/48 кГц |
| MPEG HD422 | MXF         | MPEG-2 422P@HL      | 8               | 4:2:2 | 1280x720            | 59.94p, 50p, 23.98p              | 50 (CBR)                     | PCM 8 кн/16 бит/48 кГц, or 4 кн/24 бит/48 кГц |
| Proxy AV   | ?           | MPEG-4 Part-2 (ASP) | 8               | 4:2:0 | CIF (50i — 352x288) | ?                                | 1.5                          | A-Law 4 кн/8 бит/8 кГц                        |

## Применение
RAI и Bayerische Rundfunk объявили о переходе на безленточный рабочий процесс на базе XDCAM HD422.
CBS News планирует полностью перейти на систему XDCAM к началу 2005 года.
CNN переходит на XDCAM HD. (англ.)
Russia Today TV, CNDP, TV2 (Венгрия), STV (Турция), TVN24, TVP (Польша), Antenna (Греция), OB Team (Норвегия) также используют XDCAM.
Частично применяют XDCAM: RTL Nord, ARD, МТРК МИР, Филиал ВГТРК "ГТРК «ДонТР»".
С XDCAM MPEG IMX работают корпункты корсети ВГТРК.